# Hotel am Steinplatz

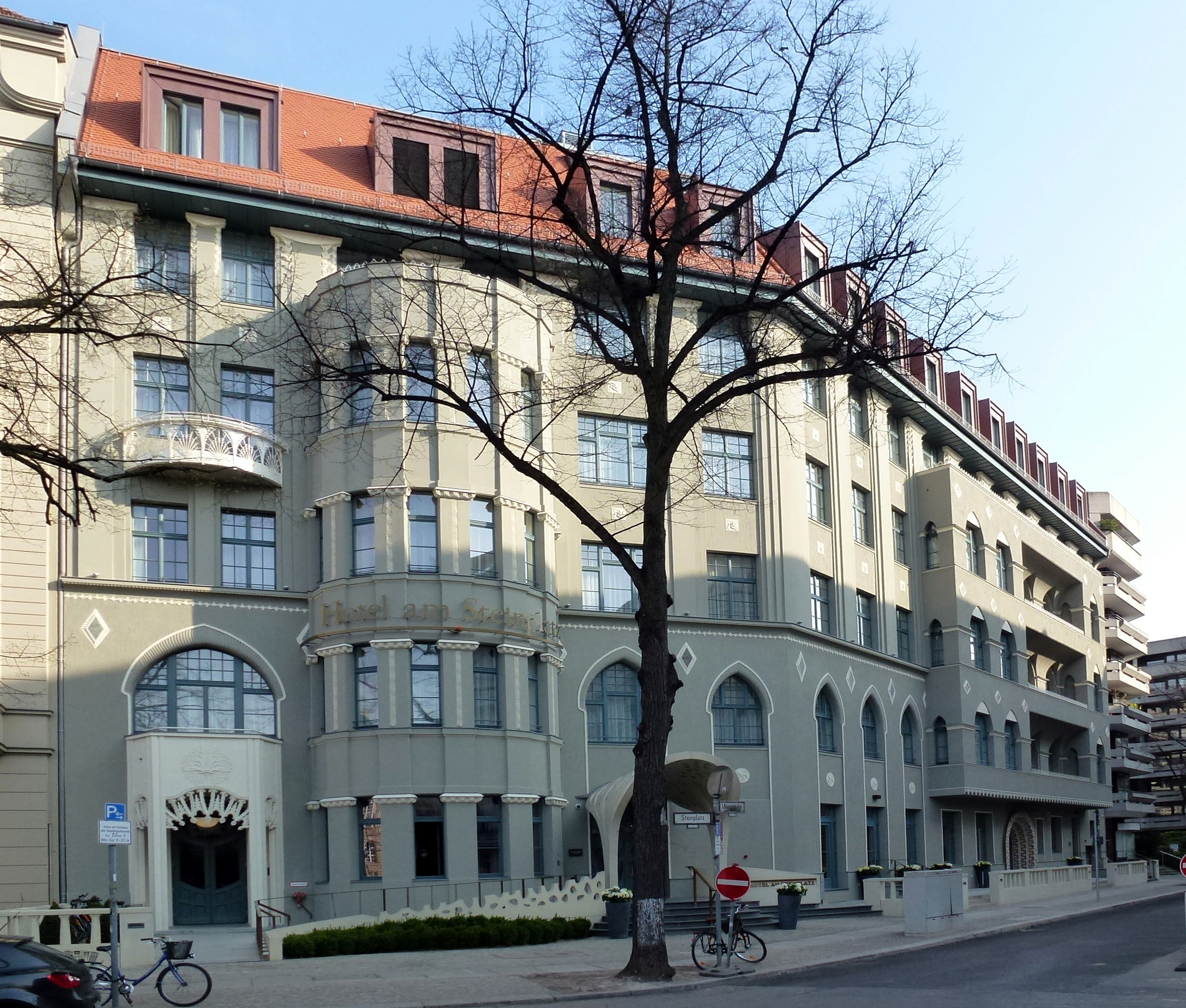
Hotel am Steinplatz, 2014

Das Hotel am Steinplatz ist ein Hotel in Berlin. Es liegt im Ortsteil Charlottenburg am Steinplatz, nahe dem Bahnhof Zoologischer Garten und dem Kurfürstendamm.
Das Haus wurde 1906/1907 von dem Architekten August Endell gebaut und eröffnete 1913 erstmals als Hotel. Heute wird das Haus unter der Marke Autograph Collection des US-amerikanischen Hotelunternehmens Marriott International geführt.

## Geschichte

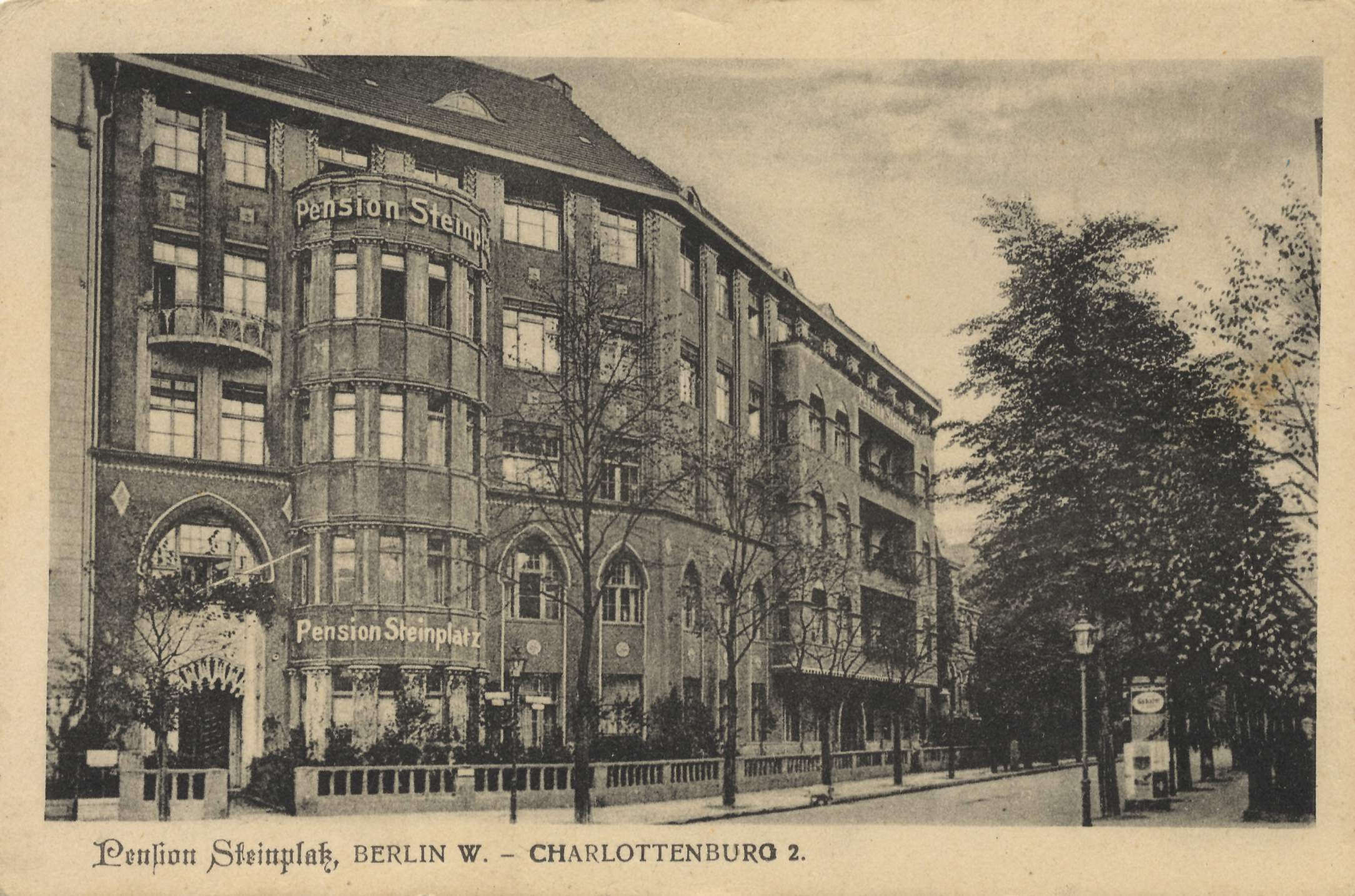
Pension Steinplatz
Postkarte um 1910

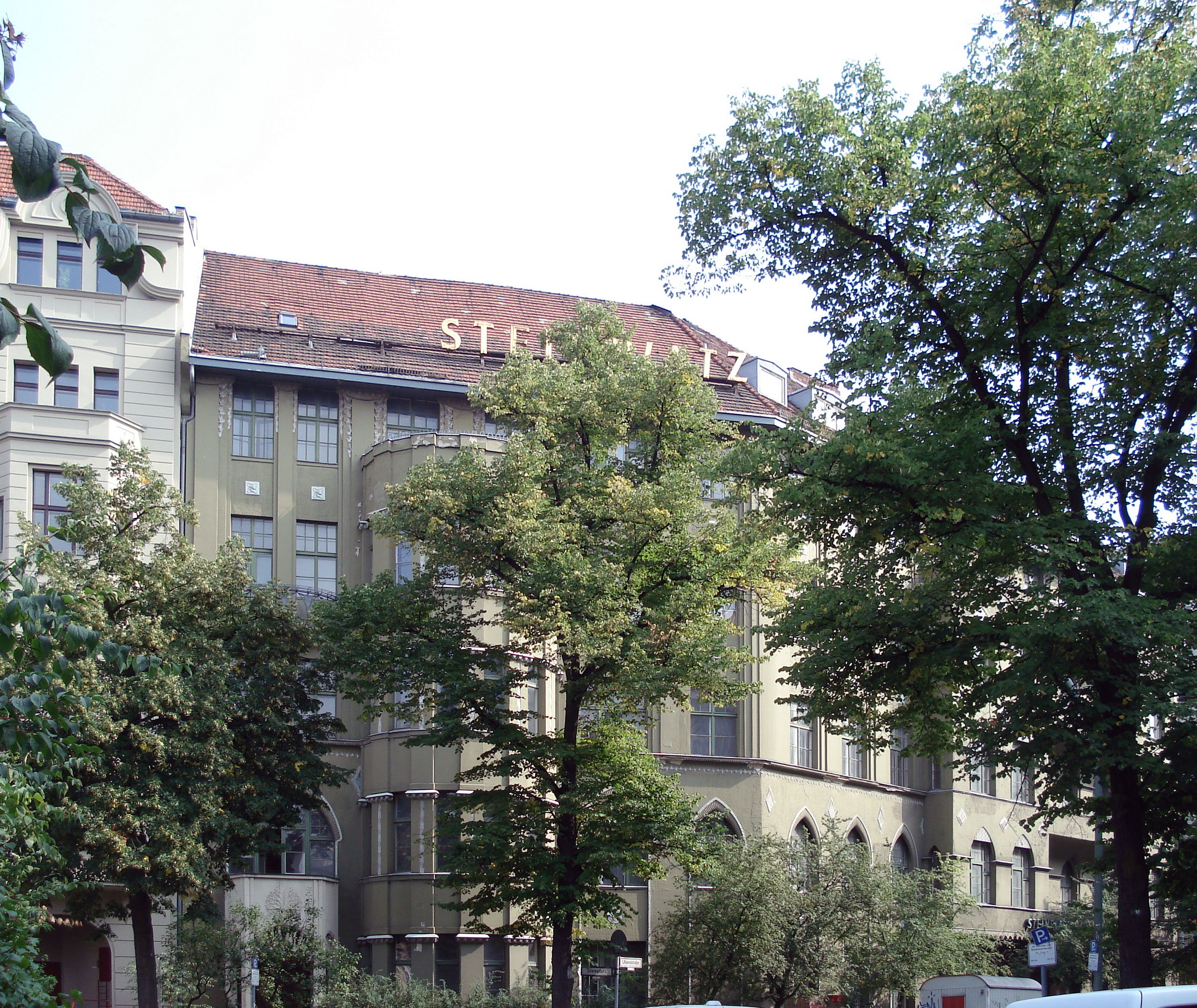
Vor der Renovierung, 2008

Nach seiner Errichtung 1906/1907 diente das Gebäude zunächst als Wohnhaus. Zeitweise war dort vor dem Ersten Weltkrieg ein Offizierskasino untergebracht. 1913 erwarb der Kaufmann und Bankier Max Zellermayer das Haus, wandelte es zu einer Hotel-Pension und fand in dem bekannten Dresdner Hotelier Rudolf Sendig einen Pächter. Sendig schloss den Pachtvertrag nicht für sich, sondern für seinen Sohn, der allerdings 1915 fiel. Der Vater bat daraufhin, den Vertrag aufzulösen. Zellermayer wollte zunächst einen neuen Pächter suchen, beschloss dann allerdings, selbst den Betrieb zu übernehmen. Das oft genannte Gründungsjahr 1916 bezeichnet daher den Beginn der Leitung durch die Familie Zellermayer. Nach der Oktoberrevolution zogen russische Adelige und Intellektuelle in die herrschaftlichen Suiten, das Hotel wurde zum Treffpunkt prominenter Berliner und Reisender wie Vladimir Nabokov, Yehudi Menuhin oder Zarah Leander.
Nach dem Tod von Max Zellermayer im Jahr 1933 übernahm seine erst 36 Jahre alte Witwe die Leitung des Hotelbetriebs. Große Teile der bisherigen Klientel aus polnischen und russischen Adligen blieben allerdings aus. International ging es während der Zeit des Nationalsozialismus lediglich während der Olympischen Sommerspiele 1936 zu, als das amerikanische Team der Spring- und Dressurreiter im Hotel am Steinplatz wohnte.
Während des Zweiten Weltkriegs wurde der Betrieb zunächst improvisiert aufrechterhalten – einschließlich des Tomatenbeetes auf dem Dach und der Ziegenherde im Innenhof. 1947 wurde das Hotel durch die Kinder des ursprünglichen Besitzers, Max Zellermayer, Ilse Eliza, Achim und Heinz Zellermayer wiedereröffnet. Bekanntheit erlangte Heinz Zellermayer besonders, als er 1949 den Kommandanten des Amerikanischen Sektors Frank Howley überredete, für Berlin die Sperrstunde abzuschaffen. Mit der Künstlerbar Volle Pulle im Untergeschoss etablierte sich ab 1950 der Steinplatz als Treffpunkt und heimliche Bühne von Künstlern, Schauspielern und Intellektuellen. Heinrich Böll, Günter Grass, Paul Celan aber auch Brigitte Bardot, Luciano Pavarotti, Harald Juhnke und Romy Schneider waren Gäste.
Später diente das Gebäude als Seniorenheim, danach stand es leer. Nach dreijähriger Renovierung und Umbau folgte die Neueröffnung im Dezember 2013 als 5-Sterne-Hotel mit 68 Zimmern und 19 Suiten.

## Architektur
Das Haus ist ein herausragendes bauliches Zeugnis des Jugendstils in Berlin. Es wurde von August Endell, dem Architekten der Hackesche Höfe, 1906/1907 erbaut. Das Eckhaus mit der Adresse Steinplatz 4 ist ein auffälliges Bauwerk im dichten, von historischen Miethausblöcken geprägten Stadtgefüge der City West. Besonders die denkmalgeschützte olivgrünen Fassade, strukturiert durch zwei Erker, geometrische Stuckelemente und unterschiedlich geformte Sprossenfenster sowie der ungewöhnliche Stuck, der an Wald- und Nachtmotive erinnert, fallen auf.